# Война Короля Филипа
Война́ Короля́ Фили́па (англ. King Philip's War) — вооружённый конфликт между частью индейских племён северо-восточной части Северной Америки, с одной стороны, и английскими колонистами Новой Англии, а также их индейскими союзниками, с другой, происходивший с 1675 по 1678 годы. Война получила название в честь Метакомета, сахема вампаноагов, которого англичане нарекли Королём Филипом, памятуя правление македонского царя.
Численность англичан в Северной Америке постоянно увеличивалась, в результате чего между ними и индейцами усиливались конфликты из-за разного подхода к землепользованию. Англичане исходили из того, что частные лица владеют землёй и руководители общин обладают неограниченной властью. Они стали осушать заболоченные земли и загораживать их. Такие идеи были чужды коренным народам региона и вынуждали их вождей либо противостоять европейцам, либо принимать эти изменения. После того как власти Плимутской колонии потребовали повиновения со стороны вампаноагов, Метакомет напал на английские поселения. Колонии собрали большую армию, состоящую из солдат, ополченцев и индейских союзников, большинство из которых составляли мохеганы. Принявшие христианство индейцы были более склонны поддерживать англичан в этой войне, но общность религии не была непременным условием. Как продемонстрировал ход боевых действий, это не была борьба всех индейцев против всех англичан. Религия, родство и интересы каждой общины определяли, к какой стороне примкнуть, или же попытаться остаться в стороне от конфликта. Весной 1676 года англичанам удалось добиться коренного перелома в войне, и альянс индейских племён стал распадаться. В конце июля англичане нашли убежище Метакомета, который пытался укрыться и вернулся на родные земли. Остатки его людей преследовались почти две недели, и 12 августа 1676 года сахем был убит. К концу войны вампаноаги и их союзники были почти полностью уничтожены. Если на юге Новой Англии сопротивление индейцев фактически завершилось со смертью Метакомета, то на севере региона война продолжалась до подписания мирного договора в Каско 12 апреля 1678 года.
Война Короля Филипа оказала огромное влияние на историю Северной Америки. Она стала самой обширной и разрушительной войной между индейцами и европейцами до начавшейся в 1754 году Семилетней войны. В течение немногим более года были разрушены 17 английских поселений, экономика колоний Новой Англии сильно пострадала, а их население сократилось, потеряв почти десятую часть всех мужчин, годных к военной службе. Сотни вампаноагов, наррагансеттов и их союзников были казнены и проданы в рабство, а оставшиеся в живых оказались полностью подчинены колониальным властям. С окончанием войны сила индейцев в Новой Англии была сломлена навсегда.
Война стала поворотной точкой в истории освоения англичанами Северной Америки, после которой преобладание европейцев и доминирование их культуры приобрело необратимый характер. Она также положила начало развитию независимой евроамериканской идентичности, отдельной от англичан.

## Предыстория
Индейцы юга Новой Англии впервые познакомились с европейцами ещё в начале XVI века, когда у берегов Северной Америки появились первые рыболовецкие и торговые суда. Они встречались с Джованни да Верраццано в 1542 году, Самюэлем де Шампленом в 1604 и 1605 годах, и Джоном Смитом в 1614 году. В основном эти встречи были дружескими и оказали непредвиденный, но важный эффект на коренные народы. Политические и социальные связи между селениями и племенами изменились: некоторые лидеры смогли расширить свой авторитет, тогда как другие утратили свой статус. Начиная с 1617 года евразийские эпидемии уничтожили большое количество индейцев от южного побережья Мэна до залива Наррагансетт. В числе наиболее пострадавших оказались патуксеты — племя, входившее в конфедерацию вампаноагов. Около 90 % патуксетов умерли от эпидемий. Множество селений были либо полностью опустошены, либо покинуты немногочисленными выжившими. На месте бывшей главной деревни патуксетов решила поселиться первая партия английских колонистов.
Пуритане рассматривали Церковь Англии как безнадёжно испорченную и стремились создать свои собственные храмы и общины, а для этого им было необходимо покинуть Англию во избежание наказания. 6 сентября 1620 года судно «Мейфлауэр» покинуло английский порт Плимут и направилось к берегам Северной Америки. На его борту находились 102 переселенца. В ноябре 1620 года первые пилигримы высадились на полуострове Кейп-Код, но, столкнувшись с враждебностью местных племён, перебрались на западный берег одноимённого залива. Обнаружив заброшенную деревню патуксетов, колонисты поселились в ней, назвав своё новое пристанище Плимутом. У них не было права на заселение этой земли, и группа пилигримов решила составить и подписать официальное соглашение, известное как Мэйфлауэрский договор. Этот договор стал первым руководящим документом основанной пуританами Плимутской колонии. Хотя опустевшие поля вокруг селения по-прежнему можно было использовать, у колонистов оказалось мало припасов, и они плохо знали местность, поэтому в ближайшую зиму многие из них умерли от голода.
Жившие поблизости вампаноаги долго не решались установить контакт со вновь прибывшими. Одним из сахемов племени был Массасойт, живший на западной стороне залива Маунт-Хоп. Когда он узнал, что прибыла группа чужеземцев, то стал обсуждать со своими последователями возможность установления связи с пилигримами. Основной проблемой вампаноагов был рост мощи соседних племён наррагансеттов и пекотов, которые слабо пострадали от новых болезней. Наррагансетты и пекоты расширяли своё влияние в регионе, и вампаноаги не хотели становиться их данниками. Проведя трёхдневный совет, вампаноаги отправили к англичанам Самосета и Скванто. Первый был вождём восточных абенаков и находился в гостях у Массасойта, второй принадлежал к патуксетам. Скванто похитили английские работорговцы и он побывал в Испании и Англии, прежде чем смог вернуться на родину. Послы договорились о встрече между пуританами и Массасойтом, во время которой было заключено мирное соглашение. В июле 1621 года, спустя четыре месяца после первой встречи, колонисты из Плимута посетили селение Массасойта, чтобы разведать окрестности и упрочить союз.
Поскольку пилигримы не имели хартии от своего короля, они хотели заключить прямые договорные отношения с соседними индейскими селениями, номинально подчинявшимися Массасойту. Группа колонистов совершила парусный поход в залив Массачусетс и установила дружественные контакты с деревнями потакетов и массачусетов. Англичане и вампаноаги завершили 1621 год совместным праздником урожая, являвшимся традиционным для обоих народов. Это совместное торжество стало первым празднованием Дня благодарения.

## Предпосылки войны

### Массовая миграция пуритан
В 1630 году началась массовая миграция пуритан в регион залива Массачусетс. Новые переселенцы привезли с собой хартию от короля Карла I и поэтому не испытывали нужды договариваться с аборигенами Новой Англии. Их отношения с индейцами отчасти были результатом европейского понятия об открытии, предоставлявшем территориальные права любой державе, первой заявившей права на определённую часть Америки. В то же время английские колонисты знали, что необходимо создать и поддерживать дружеские отношения с местными племенами, которые считали чужеземцев опасными, но потенциально полезными. Если землевладение туземцев оставалось общинным, то жители Англии переходили к стадии частного землевладения. Другое различие между индейцами и англичанами заключалось в том, что первые рассматривали определённую область с точки зрения её использования и ресурсов, тогда как вторые считали её товаром. Поэтому, когда туземцы подписывали договоры с пришельцами, они считали, что оставляют за собой право пользоваться ресурсами на этой земле, в то время как колонисты желали полностью владеть ею.
По мере того, как в колонию Массачусетского залива прибывало всё больше англичан, вблизи Бостона возникали новые поселения пуритан. Их жители сосредотачивались на получении разрешения от властей колонии, поскольку большинство считало, что индейцы не имеют законных прав на землю. Быстрота расселения колонистов на территории современной Новой Англии вызывали недовольство и противодействие со стороны индейцев и их вождей, видевших в пришельцах прямую угрозу своим земельным владениям, свободе и традиционной культуре. Руководители Массачусетса вскоре оказались озабочены вероятностью нападения разозлённых экспансией пуритан индейцев на Бостон и были вынуждены совершать официальные покупки земель у вождей племён. В 1630-е годы было совершено множество сделок между индейцами и англичанами. Некоторые вожди сами стали предлагали землю колонистам, чтобы выиграть конкуренцию у соседей за доступ к европейским торговцам. Другим мотивом была помощь дружественным племени англичанам. В 1634 году наррагансетты подарили участок земли Роджеру Уильямсу, у которого сложились тесные взаимоотношения с вождями этого племени. Переговоры об уступке земель стали важной частью дипломатии, когда разные группы индейцев и пуритан вели интриги, чтобы выжить и достичь преимущества. Позднее это стало одной из основных причин войны Короля Филипа.

### Пекотская война
Коренные народы Новой Англии обнаружили, что растущее присутствие чужаков, наряду с прочими факторами, заставляет их формировать новые торговые и дипломатические отношения. Эпидемия оспы нанесла сильный урон многим прибрежным и речным племенам, но сравнительно мало повлияла на более многочисленных пекотов и наррагансеттов. Оба этих народа торговали с голландскими купцами в районе современного города Хартфорд, но вскоре наррагансетты стали доминировать, поскольку их территория была богата моллюсками, из которых делали вампум, а голландцы нуждались в вампуме, чтобы торговать с другими племенами востока Северной Америки. Пекоты попытались разрушить это торговый союз, но у них ничего не вышло. Голландцы совершили нападение на деревню пекотов и убили их верховного сахема. Новый лидер племени Сассакус предложил Массачусетсу место для торгового поста на реке Коннектикут, если власти колонии сумеют договориться о прекращении вражды с наррагансеттами. Англичане согласились, но потребовали и получили права на всю долину реки Коннектикут. Также пекоты обязались выдавать своих соплеменников, подозреваемых в убийстве англичан. Навязанное соглашение стало одним из главных шагов на пути к вооружённому конфликту — английские поселения быстро разрослись в долине реки Коннектикут и пекоты ощущали себя осаждёнными со всех сторон на своей собственной земле.
Сассакус стал терять власть над своими соплеменниками, когда некоторые из вождей пекотов стали искать союзников среди англичан и даже среди мохеганов, врагов племени. В начале 1636 года в устье реки Коннектикут англичане построили форт Сейбрук и основали новую колонию, давая понять индейцам, что они становятся постоянной силой в регионе. Колония Сейбрук просуществовала до 1644 года, а затем была присоединена к Коннектикуту.
В отличие от пекотов наррагансетты установили хорошие отношения с властями колоний и доминировали в прибыльной торговле пушниной. В июле 1636 года близ Блок-Айленда был убит торговец Джон Олдем и подозрения англичан пали на наррагансеттов, которым жители острова платили дань и подчинялись. Но вожди племени сумели убедить руководство колоний, что виновники убийства Олдема скрылись среди пекотов. В августе Массачусетс направил отряд под командованием Джона Эндикотта, который должен был отомстить за гибель Олдема. Переговоры ни к чему не привели, а нападение колонистов на ближайшие деревни пекотов особых результатов не принесли, лишь спровоцировали их жителей атаковать поселения англичан.
Весной 1637 года рейды пекотов стали интенсивнее. Массачусетс мобилизовал 160 ополченцев и обратился за помощью к властям Плимутской колонии. Коннектикут, в свою очередь, организовал альянс с мохеганами Ункаса и направил отряд под руководством Джона Мейсона для нападения на пекотов. 26 мая 1637 года англичане вместе с союзными мохеганами и наррагансеттами атаковали укреплённую деревню пекотов на реке Мистик. Нападавшие убили почти всех жителей деревни и полностью сожгли её.
Среди погибших большинство составляли женщины и дети, поскольку Сассакус и его основные силы находились в соседнем поселении. Вести о резне пекотов быстро распространились по всему региону, после чего некоторые вожди местных племён решили установить добрососедские отношения с колонистами. Пекоты были деморализованы бойней. Сассакус смог собрать около 300 воинов и решил уйти на запад. Англичане и мохеганы преследовали его отряд и 14 июля настигли Сассакуса на побережье пролива Лонг-Айленд. Последовал бой на болоте, в результате которого большинство пекотов были убиты или захвачены в плен. Сассакус и несколько воинов избежали плена и бежали к мохокам, но в начале августа были перебиты теми, у кого надеялись найти пристанище.
Разгром пекотов колонистами изменил отношения между различными коренными народами, разрывая союзы и изменяя границы территорий племён. Мохеганы сменили пекотов в роли ведущего племени в долине реки Темс, а их сахем Ункас усилил свою власть по всему Коннектикуту. Сахем нейтральных ниантиков Нинигрет, обладавший родственными связями как с наррагансеттами, так и с пекотами, получил дополнительное влияние среди первых и известность среди жителей колоний. Англичане извлекли из войны наибольшую выгоду: они завоевали грозную репутацию и стали мощнейшей силой в регионе, а также уничтожили важнейшее препятствие на пути своей экспансии в Коннектикут и Лонг-Айленд.

### Конфликты среди победителей
После победы над пекотами среди союзников возникла напряжённость. Власти Массачусетса опасались влияния наррагансеттов на соседние племена. Разногласия между ними были преодолены 9 ноября 1637 года, когда сахем наррагансеттов Миантономо приехал в Бостон. Он подтвердил признание прав колонии на территорию пекотов, а руководители Массачусетса согласились признать его власть над ниантиками и некоторыми выжившими пекотскими вождями. Если с колонистами наррагансеттам удалось договориться, то с мохеганами отношения обострились из-за военной добычи. На встрече с Роджером Уильямсом вожди наррагансеттов сообщили, что мохеганы «усыновляют» остатки пекотов, вместо того, чтобы обращаться с ними как с военнопленными. Наррагансетты требовали, чтобы пленники были разделены в соответствии с предыдущими договорённостями. В августе 1638 года уже власти Коннектикута обвинили Миантономо в укрывательстве пекотов. Руководители колонии вызвали в Хартфорд Миантономо и Ункаса и заключили с ними новой договор, заменявший заключённый накануне войны. Коннектикут преследовал две цели: гарантировать свою безопасность, помирив наррагансеттов и мохеганов, и ослабить влияние Массачусетса.
Несмотря на своё тяжёлое положение, некоторые пекоты продолжали жить независимо вдоль реки Темс. Англичане нашли полезным восстановить в правах несколько общин пекотов, главным образом с тем, чтобы противостоять потенциальной угрозе со стороны амбициозного Ункаса. Когда сахем мохеганов вновь попытался заставить эти общины стать частью его племени, выжившие вожди пекотов пожаловались на это властям Конфедерации Новой Англии. Союз колоний провозгласил всех оставшихся пекотов находящимися под его защитой, и несколько лет спустя образовал две резервации для них. В сентябре 1654 года Конфедерация предоставила доступ пекотам к источникам раковин вампума на Лонг-Айленде. Когда разразилась Война Короля Филипа, пекоты не забыли поддержку властей Конфедерации и отплатили своей преданностью и своими воинами.
После окончания Пекотской войны между наррагансеттами и властями Массачусетса и Коннектикута эпизодически продолжались конфликты. Десятилетия трений часто чередовались небольшими столкновениями, угрожавшими перерасти в войну. Наррагансетты по большей части винили в этом манипуляции Ункаса и старались поддерживать мир с колонистами, но, несмотря на это, напряжённость между ними и англичанами нарастала. Индейцы были разозлены разрастанием колониальных поселений и требованиями Массачусетса и Коннектикута об уплате дани. В 1642 году Миантономо посетил монтокеттов и призвал их объединиться против англичан, однако те отказали ему в поддержке. Напряжённость между наррагансеттами и Конфедерацией Новой Англии перешла в открытый конфликт, когда это племя вступило в столкновение с мохеганами. Воины Ункаса разбили военный отряд наррагансеттов и захватили в плен Миантономо, которого доставили в Бостон. Руководители Конфедерации санкционировали казнь сахема наррагансеттов и обещали защиту мохеганам от возможной мести соседей. В середине 1650-х годах конфликт между двумя племенами разгорелся вновь и англичане снова поддержали мохеганов. В 1660 году власти Конфедерации обвинили наррагансеттов в нескольких столкновениях с мохеганами и оштрафовали их на огромную сумму в 595 фатомов вампума. Вожди племени неохотно согласились с требованием колонистов, ставшим ещё одним поводом для недовольства наррагансеттами англичан.

### Обострение отношений между колонистами и индейцами
В середине XVII века стали возникать новые конфликты между англичанами и туземцами. Обострение отношений происходило из-за территорий и ресурсов, поскольку между европейцами и индейцами существовали большие различия в том, как использовать землю. Торговцы из Англии скупали древесину, рыбу и бобровые шкуры ради прибыли, а сами колонисты вырубали леса для того, чтобы расчистить территории под фермы и пастбища. Животные и растения, завезённые из Европы, постепенно вытесняли местную фауну и флору. Важнейшим поводом раздора стал скот англичан. Для пастбищ требовалось гораздо больше земли, чем для выращивания злаков, из-за чего экспансия англичан неумолимо росла. По мере того как ресурсы становились более труднодоступными, коренные народы Новой Англии пытались приспособиться к меняющимся условиям жизни. Они поселялись в больших и постоянных деревнях, перенимая европейскую одежду и занимаясь выращиванием кукурузы и скотоводством. Однако такие действия индейцев нередко приводили в ярость английских торговцев и фермеров, поскольку они могли дешевле продавать своё продовольствие.
Многие колонисты манипулировали английскими законами и изыскивали способ отъёма земли у туземцев. Они обвиняли отдельных индейцев в небольших преступлениях или долгах и обычно выигрывали в местных судах, поскольку обвиняемые редко понимали английский язык, а затем требовали землю в качестве уплаты. Продвижение англичан вглубь материка также создавало всё больше проблем среди индейских поселений. Соперничество между английскими колониями, местными племенами и отдельными личностями тоже приводило к конфликтам, когда вожди индейцев обвиняли друг друга в обмане за продажу территории, которая им не принадлежала. Растущие трения из-за территорий и ресурсов превратились в большую проблему, обострившую напряжённость в регионе и приведшую к столкновениям между индейцами и колонистами.

## Метакомет и Плимутская колония

### Новый сахем вампаноагов
Отец Метакомета Массасойт после договора 1621 года оказался тесно связан с колонистами. В последующие годы англичане помогали ему договариваться о перемирии с более могущественными наррагансеттами. Когда началась Пекотская война вампаноаги поддерживали нейтралитет. В апреле 1638 года Массасойт прибыл в Бостон и встретился с Джоном Уинтропом, вновь заверив губернатора Массачусетса в мирных отношениях. Сахем вампаноагов избегал конфликтов с англичанами, но после его смерти, случившейся около 1660 года, отношения племени с Плимутской колонией начали ухудшаться. Во многом это происходило из-за того, что у новых властей колонии не было личных связей с вождями индейцев, как у её основоположников. Новые лидеры Плимута наделяли своих граждан землёй без предварительных переговоров с вождями вампаноагов.
На отношения индейцев и Плимутской колонии повлияли и события в Англии. После смерти Оливера Кромвеля генерал Джон Монк при поддержке ключевых сторонников добился возвращения Карла II из изгнания и реставрации монархии. Реставрация Стюартов угрожала существованию колонии, поскольку Плимут не имел хартии, а её основатели были связаны с членами парламента, казнившими Карла I. По английским законам колония зависела от вампаноагов, территория которых образовывала пограничную зону, привлекавшую также Массачусетс и Род-Айленд. Когда сменивший своего отца на посту сахема племени Вамсутта продал землю Род-Айленду, власти Плимута разгневались и попросили его не иметь дел с другими колониями. Но он, в отличие от своего отца, стал действовать более независимо и вновь договорился о сделке с представителями Род-Айленда. В 1662 году Джосайя Уинслоу, сын губернатора Плимута и командующий его вооружёнными силами, возглавил отряд ополченцев и отправился к старшему сыну Массасойта на переговоры. Вамсутта согласился следовать с Уинслоу в Плимут, но по дороге тяжело заболел и скончался.
Руководители колонии немедленно вызвали в Плимут младшего брата и приемника Вамсутты. Метакомет родился около 1640 года и был известен в Плимуте под именем Король Филип. Он прибыл в город и согласился заключить договор с властями колонии, согласно которому новый сахем племени не мог продавать землю без разрешения Плимута. Через 5 лет англичане основали городок Суонси на земле вампаноагов, не спросив согласия их сахема. Метакомет был разозлён действиями колонистов и собрав своих воинов прошёл через новое поселение, угрожая его жителям. Среди руководителей Плимута стали циркулировать слухи, что новый сахем хочет объединиться с французами и голландцами, чтобы изгнать англичан.
Власти Плимута решили направить на встречу с Метакометом своих представителей, чтобы выяснить его намерения. Сахем отрицал все обвинения и пообещал сдать огнестрельное оружие колонистам в доказательство своей верности. Англичане согласились и велели Метакомету явиться на следующее заседание ассамблеи колонии. Сахем прибыл и снова подтвердил свою преданность, обвинив вождя ниантиков Нинигрета в распространении слухов. Не имея никаких доказательств злонамерений Метакомета, Плимут вернул оружие вампаноагам, но потребовал заплатить 40 фунтов за расследование. Позднее сахем вампаноагов под давлением Плимутских властей был вынужден подписать ещё одно соглашение, которое подтверждало, что он является подданным, а не сувереном.

### Убийство Сассамона
В 1662 году на службу к Вамсутте в качестве переводчика и писаря поступил Джон Сассамон — индеец, владевший в совершенстве устным и письменным английским языком. Родители Сассамона были в числе первых обращённых в христианство индейцев и умерли, когда он был совсем юным. После смерти Вамсутты Сассамон остался на службе и помогал Метакомету вести переговоры с колонистами. В последующие годы он подписал несколько договоров о продаже земель англичанам. Через некоторое время отношения между ним и сахемом вампаноагов стали портиться. Метакомет начал подозревать, что Сассамон обманывает его и сговаривается с колонистами, а ему сообщает ложные сведения. Сахем подозрительно относился к индейцам, принявшим христианство, и его злили попытки Сассамона распространить религию англичан среди его воинов.
В январе 1675 года Сассамон отправился в Плимут и добился встречи с Джосайей Уинслоу. Он предупредил губернатора колонии, что Метакомет заключил союз с вождями других племён и собирается начать войну с англичанами. Сассамон также сообщил Уинслоу, что опасается за свою жизнь, если сахем вампаноагов узнает о его визите. Губернатор не воспринял слова индейца всерьёз, так как не доверял туземцам. Однако он изменил своё мнение после того, как Сассамон пропал. В следующем месяце его тело обнаружили подо льдом в пруду, неподалёку от места, где он жил. Сассамона быстро похоронили, но слухи о его смерти и подозрения в адрес Метакомета разрастались, и власти Плимута решили провести эксгумацию. После осмотра было обнаружено, что у утонувшего была сломана шея и имеются раны на теле. Хотя многие жители колонии подозревали, что Сассамон был убит, власти Плимута не пригласили врача провести вскрытие для более подробных результатов.
В конце февраля Метакомет добровольно явился в Плимут и отрицал свою причастность к убийству. Кроме того он настаивал, что раскрытие убийства внутреннее дело индейцев и не входит в компетенцию Плимута. Власти колонии не нашли доказательств и позволили сахему уйти. В марте в Плимут прибыл крещёный индеец Патуксон и дал показания, обвинив троих вампаноагов в убийстве Сассамона. В качестве подозреваемых англичане арестовали троих советников Метакомета. Власти колонии предъявили вампаноагам обвинение в убийстве и инициировали судебный процесс. Метакомет решил не присутствовать на слушании. В суде достоверность сведений Патуксона была поставлена под сомнение после того, как подозреваемые сообщили, что он им должен денег. Однако жюри проигнорировало эти факты и судьи приговорили всех троих к повешению. Это был первый суд в Новой Англии по делу об убийстве индейца индейцем — Плимутская колония покусилась на то, что должно было составлять прерогативу коренных народов. Американский историк Дэниел Манделл писал в 2010 году, что судебный процесс и его исход были вызовом суверенитету сахема со стороны Плимута. По его словам, Метакомет также посчитал, что в дальнейшем англичане будут манипулировать местными вождями и воинами, чтобы доминировать и полностью править на землях индейцев.

### Нарастание напряжённости
После окончания судебного процесса в Плимуте Метакомет искал альянса с другими племена против колонистов. Власти Конфедерации Новой Англии в предчувствии войны стали направлять делегатов в общины индейцев, чтобы найти союзников или хотя бы уговорить их не принимать участия в предполагаемом конфликте. Одним из таких делегатов был Бенджамин Чёрч. В 1674 году он построил дом на восточной стороне залива Маунт-Хоп и сформировал тесные отношения с местными индейцами. Руководители Плимутской колонии попросили его оценить потенциальную опасность и 7 июня он направился в деревню саконнетов — одной из групп вампаноагов. Саконнетами руководила женщина-вождь Авашонкс, которая рассказала Чёрчу, что её посетили посланники Метакомета. Они сообщили ей, что колонисты собирают армию и хотят напасть на вампаноагов. Чёрч уговорил Авашонкс не присоединяться к силам Метакомета в случае боевых действий и обещал ей защиту от мятежников.
11 июня житель Суонси Джон Браун отправил послание губернатору Уинслоу, в котором сообщал о том, что вампаноаги отправляют своих женщин и детей к наррагансеттам ради безопасности, а молодые воины племени настроены против колонистов. Через пять дней Джон Истон, помощник губернатора Род-Айленда, договорился о встрече с Метакометом. В ходе переговоров сахем вампаноагов обвинил англичан в целом и Плимут в частности в экспансии и агрессии. Когда Истон предложил посредничество, сахем и его вожди ответили, что английские суды благоволят колонистам и индейцы неоднократно теряли землю из-за несправедливых решений. Метакомет также заявил, что когда прибыли первые европейцы, его отец защищал их, теперь же его потомкам отплачивают злом. Несмотря на то, что Истону удалось договориться с сахемом продолжить мирные переговоры, власти Плимута проигнорировали его попытку, отчасти из-за давнишних конфликтов с Род-Айлендом.
19 июня 1676 года губернатор Плимута предъявил Метакомету ультиматум — его воины должны были сдать оружие, а ему следовало немедленно встретиться с руководителями колонии. Сахем отправил ответное письмо Уинслоу, в котором сообщал, что его воины готовы сложить оружие и вернуться к обычной жизни. Он отрицал в послании какие-либо враждебные намерения, но предупреждал, что если ему будут угрожать, то колонисты столкнуться с большими проблемами. 21 июня Уинслоу связался с губернатором Массачусетса Джоном Левереттом и предупредил его о возможной войне с вампаноагами. Губернатор Плимута также попросил своего коллегу обеспечить лояльность подконтрольных ему индейских племён.

## Начало войны

### Нападение на Суонси
Летом 1675 года в городке Суонси проживало около 30 семейств. Само поселение находилось в примерно в 65 км от Плимута и его население зависело от добрососедских отношений с местными индейцами, по численности значительно превосходившими англичан в округе, и куда лучше знавшими местность. 20 июня несколько вампаноагов пришли в Суонси и попросили местного англичанина наточить им топоры. Тот отказал им, объяснив, что не станет ничего делать в воскресенье. Индейцы в гневе покинули его дом. Они разграбили несколько строений и подожгли два из них. Перепуганные жители Суонси сочли эти действия началом ожидаемого нападения, немедленно укрылись в гарнизонах подальше от полуострова Маунт-Хоп, и известили губернатора. Получив сообщение, Уинслоу приказал собрать 70 ополченцев в Бриджуотере и Тонтоне и тотчас направить их в Суонси. Затем он распорядился набрать второй отряд примерно из полутора сотен человек, который должен был выступить 22 июня. Также он отправил письмо губернатору Массачусетса Леверетту, сообщив ему о бесчинствах вампаноагов и предупредив, что наррагансетты и нипмуки могут присоединиться к Метакомету.
Вечером 21 июня первый отряд англичан достиг ближайшего к Суонси гарнизона Майлза. Вампаноаги подвергли гарнизон обстрелу, разграбили и сожгли несколько домов, и забили скот колонистов. 23 июня Уильям Солсбери и его семнадцатилетний сын Джон вернулись в Суонси. Когда англичане увидели группу индейцев, покинувших их горящий дом, они открыли по ним огонь, убив одного из воинов. Согласно обычаю племени, родственники убитого должны были отомстить или добиться компенсации за кровопролитие, но Солсбери не стали вести переговоры с вампаноагами. На следующее утро индейцы атаковали англичан, возвращавшихся из церкви, убив шестерых, включая обоих Солсбери. Позднее вампаноаги убили двоих ополченцев, покинувших гарнизон Майлза, чтобы набрать питьевой воды. В ту же ночь индейцы смертельно ранили часового гарнизона и пристрелили двух гонцов, которые направлялись в соседний Рехобот за доктором.
Нападение вампаноагов на Суонси было попыткой нескольких воинов отомстить англичанам за убийство соплеменника и ограничивалось окрестностями этого городка и относительно небольшой группой индейцев. Другие племена региона отвечали посланцам Массачусетса и Плимута, что считают конфликт внутренним делом Метакомета и англичан. Но через некоторое время всё изменилось. Дальнейшие действия колонистов способствовали эскалации конфликта и обозначили чёткую точку невозврата. Через несколько недель война распространилась на другие районы Новой Англии и в неё вступило растущее число колонистов и индейцев.
Получив послание от Уинслоу, власти Массачусетса немедленно сформировали две роты ополченцев: одну из 100 человек из поселений вокруг Бостона под командованием капитана Дэниела Хенчмена, и вторую, меньшей численности, которую возглавил капитан Томас Прентис. Обе роты направились в Суонси днём 26 июня ещё до того, как в Бостоне стало известно о погибших англичанах. Тем же вечером губернатор Массачусетса приказал подготовить третью роту числом около 100 человек, уже после того, как получил известия о событиях в Суонси. Третий отряд возглавил капитан Сэмюэл Мосли, который в дальнейшем примет участие во многих боях с индейцами. Все три роты встретились около Атлборо в полдень 27 июня и прибыли в Суонси на следующий день. Вместе с плимутскими ополченцами и дружественными индейцами английские силы в Суонси насчитывали более 350 человек. Несмотря на то, что ополченцы численно намного превосходили воинов вампаноагов, они продолжали оставаться в гарнизонах, поскольку индейцы вели обстрел из окружающих лесов.
28 июня, после того, как был подстрелен уже второй часовой у гарнизона Майлза, некоторые ополченцы из роты Прентиса решили сделать вылазку и атаковать индейских снайперов. Но англичане быстро понесли потери и были вынуждены вернуться в укрепление. На следующий день крупный отряд колонистов попытался вновь провести рекогносцировку, но шквальный огонь вампаноагов заставил его отступить. Тем временем небольшие группы индейских воинов нанесли удары по Рехоботу и Тонтону: были сожжены постройки колонистов, забит скот и убито несколько горожан. 30 июня в Суонси прибыл майор Томас Сэвидж с дополнительными силами и принял командование на себя. Английское войско покинуло гарнизон и отправилось на поиски вампаноагов. Ополченцы прочесали полуостров Маунт-Хоп, но не обнаружили индейцев. Люди Метакомета покинули свою деревню и на каноэ отправились к территории покассетов на восточной стороне залива Маунт-Хоп. Сэвидж решил остаться на полуострове и возвести укрепления.

### Переговоры с наррагансеттами и нипмуками
Из-за напряжённости с вампаноагами власти Конфедерации Новой Англии особенно беспокоила позиция наррагансеттов. 21 июня Бостон направил делегатов к Роджеру Уильямсу, просить его помочь в переговорах с вождями племени. Уильямс согласился, и на следующий день англичане направились к территории наррагансеттов. Четверо сахемов племени встретились с послами Конфедерации и заверили их, что ни один из воинов не присоединился к Метакомету. Но они пожелали узнать, за что Плимутская колония ополчилась на сахема вампаноагов, и потребовали объяснить, почему Массачусетс и Род-Айленд поддержали своих соотечественников, вместо того чтобы обеим сторонам позволить выяснить отношения между собой. Уильямс ответил сахемам, что все колонии являются подданными короля Англии и все англичане обязаны поддерживать друг друга.
Три недели спустя с наррагансеттами встретились армии Массачусетса и Коннектикута, направленные из-за слухов, будто племя предоставило убежище людям Метакомета. Комиссары колоний настаивали, чтобы сахемы племени подписали официальный договор и в качестве гарантии отправили заложников в Бостон. Вожди ответили, что наррагансетты придерживаются нейтралитета, но отдельные воины могут присоединиться к вампаноагам из-за родственных связей. Комиссары угрожали сахемам войной, если не получат твёрдых гарантий дружбы, и 15 июля четверо представителей племени подписали соглашение. Однако от этого договора было мало пользы, поскольку среди подписавших его не было ни единого сахема или военного вождя наррагансеттов.
В отличие от наррагансеттов у нипмуков не было централизованного руководства и племя состояло из широко разбросанных поселений, объединяемых в первую очередь родством и общей культурой. У властей Конфедерации также было мало опыта общения с представителями племени. Губернатор Массачусетса обратился к земельному спекулянту из Вустера Эфраиму Кертису, имевшего дело с нипмуками, попросив его добиться лояльности лидеров племени. Кертис посетил несколько деревень и встретился с тринадцатью вождями. Все они заверили его в своём нейтралитете.

### Присоединение Уитаму к Метакомету
Англичане не располагали сведениями, станут ли женщина-вождь покасеттов Уитаму и её люди воевать на стороне Метакомета. Когда он стал сахемом вампаноагов, некоторые племенные группы сами решали свои конфликты и пренебрегали его властью. Покассеты являлись одной из групп вампаноагов, колонисты считали их сильнейшими в округе. Уитаму в начале июня сказала Чёрчу, что хочет избежать конфликта с англичанами. Многие из её людей состояли в родстве с вампаноагами из Маунт-Хопа и она понимала, что сделать это будет нелегко, поэтому неудивительно, что в конце концов Метакомет нашёл приют у покассетов. Принятию решения Уитаму о присоединении к сахему вампаноагов могли способствовать ответные действия англичан, в частности, прибытие сил Массачусетса и разведка боем ополченцев против покассетов в начале июля. Сформировавшийся союз Уитаму и Метакомета подчёркивал важность родства, недовольство европейцами и страх перед насилием со стороны колонистов.
После того как власти Конфедерации Новой Англии заключили соглашение с наррагансеттами, Массачусетс возвратил своё войско в Тонтон. Англичане полагали, что им удалось изолировать силы Метакомета на полуострове Покассет, и ополченцы могут вернуться домой. 19 июля оставшиеся колонисты вторглись на территорию покассетов и в глубине болота столкнулись с индейцами. Вампаноаги отбили несколько атак и англичане были вынуждены отступить. Потери среди нападавших и их неспособность достичь цели заставили англичан сменить тактику, оставить гарнизон в форте на Маунт-Хопе и соорудить новое укрепление в юго-западной части полуострова Покассет. Англичане решили изолировать и взять Метакомета измором, поскольку у них не было желания преследовать его по болоту, которое индейцы знали гораздо лучше. Массачусетс отвёл все свои силы, кроме отряда капитана Хенчмена.
Считая вампаноагов надёжно изолированными на полуострове, Джосайя Уинслоу приказал части сил Плимута посетить город Дартмут для успокоения местных горожан. 29 июля в форте на Маунт-Хопе осталось всего 25 ополченцев. Узнав о действиях неприятеля, Метакомет решил переправиться через реку Тонтон и уйти в направлении территории нипмуков. Уитаму отправилась вместе со своими людьми с сахемом вампаноагов. Индейцам пришлось оставить около сотни детей и женщин, которых позднее схватили англичане и продали в рабство.
Колонисты из Провиденса и Рехобота вместе с 50 мохеганами, ведомыми сыном Ункаса Онеко, отправились в погоню за Метакометом и Уитаму. Утром 31 июля они обнаружили и атаковали вампаноагов, убив 23 индейца. Метакомет смог укрыться на болоте и подготовился к обороне. Англичане ждали ополченцев Хенчмена, но когда он прибыл, то отказался преследовать индейцев в болотистой местности. Воспользовавшись промедлением преследователей, Метакомет и Уитаму смогли скрыться. Женщина-вождь покассетов с сотней своих людей решили отправиться к наррагансеттам и избежать дальнейшей войны, а Метакомет продолжил путь в страну нипмуков. Вампаноаги соединились с нипмуками 5 августа, когда те уже вступили в войну, атаковав англичан.

### Вступление в войну нипмуков
Когда вести о столкновениях между вампаноагами и колонистами достигли селений нипмуков, многие их вожди стали тревожиться за дальнейшую судьбу народа. Деревни нипмуков располагались на обширной территории между несколькими английскими колониями и имели тесные связи с вампаноагами. К 1675 году Массачусетс основал на их землях несколько поселений, включая Брукфилд, Вустер и Ланкастер. Через три недели после отступления Метакомета с полуострова Покассет власти Массачусетса вновь отправили Кертиса в селения нипмуков. Он должен был выяснить их отношение к происходящему конфликту. 14 июля Кертис остановился в деревне нипмуков-христиан, где узнал, что Матунаса — констебля соседнего молящегося города Пакачуга — видели в обществе вампаноагских воинов. Делегат Массачусетса решил разобраться и поговорить с Матунасом, но молодые воины нипмуков едва не застрелили его — Кертиса спасло вмешательство индейских вождей. Вернувшись домой, он сообщил властям колонии, что молодые воины проявляют дерзость к англичанам и, возможно, могут присоединиться к силам Метакомета. Примерно в то же время, когда руководители Массачусетса получили сообщение Кертиса, Матунас со своими воинами напал на поселение Мендон, убив несколько англичан. Это было первое нападение индейцев на колонистов за пределами Плимута, и первое с участием другого племени, а не вампаноагов.
28 июля Массачусетс вновь отправил делегацию к нипмукам, в которой кроме Кертиса находились капитаны Томас Уилер и Эдвард Хатчинсон, а также ещё несколько человек. Делегаты должны были заключить с нипмуками договор подобный тому, что власти Массачусетса подписали с наррагансеттами ранее. Кроме того они обязаны были задержать и доставить Матунаса в Бостон. По дороге они обнаружили несколько покинутых деревень нипмуков, что указывало на подготовку индейцев к войне. 1 августа англичане достигли Куабога, важного поселения нипмуков, но и оно оказалось пустым. Хатчинсон послал Кертиса и ещё несколько человек в другую индейскую деревню, чтобы они договорились о встрече с вождями нипмуков. Англичанам удалось отыскать индейцев и договориться с вождями о встрече на следующее утро.
Когда делегация колонистов прибыла на место встречи неподалёку от Брукфилда, там никого не оказалось. Хатчинсон решил продолжить путь и отправился со своими людьми в ближайшую жилую индейскую деревню. Когда англичане пересекали лощину по узкой тропе в одну шеренгу, на них напали из засады около двухсот индейцев. Хатчинсон и Уилер получили серьёзные ранения, ещё восемь человек были мгновенно убиты. Выжившие колонисты смогли сбежать и найти убежище в гарнизоне Брукфилда, где местные жители присоединились к ним в ожидании нападения. Кертис и Генри Янг, один из делегатов, поскакали в Марлборо за подмогой, но по пути наткнулись на нипмуков и вернулись назад. Вскоре индейские воины, руководимые вождём нипмуков Маттавампом, ворвались в город, сожгли постройки англичан и осадили гарнизон. Несколько колонистов, оставшиеся в своих домах, были убиты. Вечером Кертису удалось выскользнуть из города и добраться до Марлборо. На следующий день нипмуки попытались захватить укрепление англичан, но им не удалось добиться желаемого. 4 июля прибыла подмога во главе с майором Саймоном Уиллардом и индейцы удалились. Тяжелораненый Хатчинсон скончался через несколько дней, капитан Уилер выжил и смог оправиться от полученных ран.
Для властей Конфедерации Новой Англии вступление нипмуков в войну оказалось полной неожиданностью. Но среди вождей и воинов племени давно росло недовольство колонистами. К началу 1670-х годов многие земельные спекулянты Массачусетса были заинтересованы в землях нипмуков. Децентрализованность и раздробленность племени способствовала потере территорий — если одни вожди отказывались продавать землю, то находились другие, которые соглашались на сделки с англичанами. Другой причиной недовольства было растущее число нипмуков, принимавших христианство. За 20 лет пуритане Массачусетса подготовили значительное число миссионеров из местных индейцев, распространявших английское влияние. Христианство привлекало существенное число нипмуков, которые затем создавали отдельные общины в молящихся городах, подвластных руководителям колонии. Усилия по обращению нипмуков в христианство представляли явную опасность для племени, поскольку угрожали его суверенитету. 5 августа, на следующий день после ухода индейцев из Брукфилда, Метакомет со своими людьми прибыли в укреплённое поселение нипмуков. Два племени объединились в войне против англичан и власти Конфедерации упустили возможность быстро завершить конфликт.
Заполучив в свои ряды воинов покассетов, Метакомет в начале августа сформировал прочный союз с нипмуками. В последующих боях воины обоих племён часто действовали совместно, возглавляемые собственными военными вождями, но во имя общей цели. 22 августа объединённый отряд индейских воинов атаковал город Ланкастер. В ходе нападения, которое возглавил вождь Моноко, был сожжён дом и убито семеро англичан.

## Расширение войны

### Конфликты в долине реки Коннектикут
Прибрежные вампаноаги имели мало связей с племенами долины реки Коннектикут, как и с индейцами севера Новой Англии. Однако через некоторое время после событий в Суонси и те, и другие оказались глубоко вовлечёнными в войну. Участие индейцев долины реки Коннектикут было спровоцировано экспансией англичан и незаконными сделками с землёй. С 1660-го по 1666 год племена долины вели войну с мохоками, могущественным народом, входившем в конфедерацию ирокезов. В феврале 1666 года покамтуки, которые традиционно проживали вдоль Коннектикута, были вынуждены бежать со своей территории и искать убежище рядом с английскими городами Спрингфилд и Уинсор. В последующие годы торговцу Джону Пинчону удалось заключить несколько сделок с некоторыми вождями племени, в результате чего покамтуки потеряли большую часть своих земель. Большинство покамтуков не имело понятия об этих продажах, и даже те вожди, что заключили соглашение с Пинчоном, рассматривали эти договора как разновидность совместного пользования землёй, позволявшую англичанам жить на территории племени. Но после 1669 года, когда колонисты стали строить фермы и запретили покамтукам возвращаться на свои земли, индейцам стало ясно, что англичане хотят владеть всей территорией племени. В 1673 году на месте главного поселения покамтуков колонисты основали город Дирфилд.
После ухода Метакомета с полуострова Покассет колонисты в долине опасались, что он нападёт на их поселения. Пинчон послал гонца за солдатами в Коннектикут, чтобы защитить район от возможной атаки. Власти Массачусетса тоже не стали медлить и отправили ополченцев, возглавляемых капитанами Томасом Латропом и и Ричардом Бирсом. В Хатфилде к ним также присоединилась рота мохеганов. Из-за боязни, что местные индейцы поддержат Метакомета, 24 августа англичане потребовали от них сдать огнестрельное оружие. Ночью нонотуки, ближайшие соседи покамтуков, решили бежать. На следующий день Латроп и Бирс с сотней ополченцев отправились их преследовать, но угодили в засаду, потеряв убитыми 9 человек. Действия массачусетских ополченцев превратили нейтральное племя во врага англичан и способствовали объединению индейцев на западе и севере Новой Англии. 1 и 2 сентября воины нонотуков, сококов и покамтуков атаковали фермы колонистов около Дирфилда. Индейцы убили 9 человек и уничтожили все постройки и посевы.
4 сентября отряд капитана Бирса отправился к поселению Скуагик, чтобы эвакуировать местных жителей, но по пути его атаковали сококи и нипмуки во главе с Моноко и Сагамором Сэмом. Индейцы убили Бирса и большинство его солдат, заставив остальных бежать в Хадли. Через два дня после этой стычки майор Роберт Трит с сотней коннектикутских солдат добрался до Скуагика и вывел англичан из поселения. Часть своих людей он распределил по гарнизонам долины. После разгрома отряда Бирса власти Конфедерации Новой Англии решили набрать армию из 500 человек для защиты поселений вдоль реки Коннектикут. Дополнительные отряды возглавили капитаны Сэмюэл Эплтон и Сэмюэл Мосли. К майору Триту вскоре присоединились воины пекотов и мохеганов под командованием Джона Мейсона. 18 сентября Латроп со своим отрядом направился в городок Хадли, чтобы отвезти заготовленное в Дирфилде зерно, но был атакован нипмуками и покамтуками близ ручья Мадди-Брук. Индейцы окружили людей Латропа и убили более 70 человек, прежде чем ополченцы Мосли прибыли на подмогу. Это стычка стала известна как Сражение при Блади-Брук.
4 октября все войска Конфедерации, находившиеся в Спрингфилде, отправились в Хадли на соединение с отрядом Мосли, чтобы выступить против индейцев. На следующее утро воины агавамов, которые прежде не участвовали в конфликте, напали на англичан близ Спрингфилда, а затем сожгли множество построек в самом городе. Атаки индейцев долины реки Коннектикут потрясли колонистов: страх, что все воины коренных народов присоединятся к Метакомету заставил многих англичан усомниться в преданности своих туземных союзников. Подозрения властей Массачусетса были направлены против двух групп: индейцев-христиан, которые в основной массе были надёжными соратниками англичан, и наррагансеттов, пытавшимися остаться в стороне от конфликта. Во второй половине октября индейцы напали на города Хатфилд, Нортгемптон и Уэстфилд, убив пять колонистов и уничтожив несколько домов.

### Северный театр войны, 1675 г.
Север Новой Англии был богат ресурсами и привлекал власти английских колоний и Новой Франции. Массачусетс добился доминирующей роли в освоении региона в середине XVII века, создав несколько поселений вдоль побережья, жители которых обычно действовали автономно и не полагались на руководство колонии. Между местными колонистами и индейцами нередко происходили конфликты, создающие напряжённость, но вооружённых столкновений не было. Когда английские жители Мэна узнали о событиях в Суонси, то собрали отряд ополченцев, который отправился в деревню андроскоггинов, чтобы потребовать сдать огнестрельное оружие. Андроскоггины являлись одним из племён абенаков и входили в Вабанакскую конфедерацию. Поднявшись вверх по реке Кеннебек англичане достигли индейской деревни. Вождь андроскоггинов Магг Хегон (англ. Mugg Hegone) пытался договориться с колонистами, отдав им небольшое количество ружей и ножей, однако англичане забрали с собой несколько заложников и потребовали принести всё огнестрельное оружие. Через несколько дней заложники смогли бежать и вернулись к соплеменникам, и колонисты побережья забеспокоились, что все вабанаки объединяться и нападут на их поселения.
5 сентября 1675 года отряд абенаков отправился в Педжепскот и вошёл в дом торговца Томаса Перчеса. Индейцы забрали боеприпасы и забили несколько овец, но англичане не пострадали. Через четыре дня трое пенобскотов подошли к дому колониста на северном берегу залива Каско, но были обстреляны группой англичан. Один индеец был убит, ещё один ранен. Спустя несколько дней группа воинов из разных племён абенаков атаковала английские поселения на побережье Мэна. 12 сентября индейцы напали на дом Уэйкли на территории современного Портленда. Они убили троих и забрали в плен одиннадцатилетнюю девочку. Это нападение породило панику среди колонистов, которые укрылись в гарнизоне майора Уильяма Филипса. 18 сентября абенаки сожгли все покинутые дома в округе и попытались взять гарнизон, но прекратили его осаду и ушли. В тот же день на реке Ойстер индейцы сожгли дома и убили двоих колонистов, а через два дня атаковали поселения на реке Сако. Несколько дней абенаки убивали и пленили англичан. Прибывшие на помощь ополченцы потерпели поражение в последующей стычке, потеряв убитыми более 12 человек. Индейцы продолжали молниеносно атаковать поселения колонистов, вынуждая их покидать свои дома и укрываться в немногочисленных гарнизонах. В конце ноября абенаки прекратили свои нападения, убив около 80 человек, уничтожив множество домов колонистов и ослабив экспансию англичан.

### Напряжённость вокруг молящихся индейцев
Многие молящиеся индейцы хотели сражаться на стороне колонистов. Они были преданы новой религии, изменили традиционный образ жизни и проживали в молящихся городах. Индейцы-христиане также получали поддержку для нужд своих вновь образованных общин со стороны важных магистратов колоний, таких как Дэниел Гукин. Но у них были родственники и друзья среди традиционалистов, с которыми они поддерживали отношение. В начавшейся войне молящиеся индейцы оказались одними из надёжнейших, хотя и неоднозначных союзников англичан. Вампаноаги также начали принимать христианство и властям колоний удалось убедить значительное их число отказать в поддержке Метакомету. Это было очень важно для Конфедерации Новой Англии, поскольку если бы все вампаноаги объединились, это бы увеличило число воинов Метакомета. С началом войны Плимутская колония приказала вампаноагам-христианам Кейп-Кода переселиться в город Машпи, чтобы было легче их контролировать. Некоторые из них вступили в колониальное войско, остальные оставались нейтральными.
Поначалу власти колоний хорошо восприняли лояльность молящихся индейцев, но многие колонисты не доверяли им и были убеждены, что живущие рядом с ними неофиты укрывают и снабжают оружием своих сородичей. Распространение боевых действий только усилило эти подозрения. Массачусетс вообще отказался от использования индейцев-христиан в своей армии вплоть до апреля 1676 года и стал привлекать их лишь тогда, когда положение англичан стало особенно тяжёлым. Нападения на Брукфилд, Ланкастер и Мендон заставили руководство Массачусетса заподозрить, что некоторые из молящихся индейцев объединились с восставшими соплеменниками. Капитан Мосли арестовал 15 индейцев-христиан близ Марлборо и обвинил их во враждебности, а затем отправил их в Бостон. Арестованные были заключены в тюрьму и чудом избежали линчевания. Осенью 1675 года власти Массачусетса приказали собрать индейцев-христиан в Нейтике и соседних молящихся городах, и сослать их на Дир-Айленд.
Преследовали индейцев-христиан и их соплеменники. В ноябре 1675 года 300 воинов нипмуков вошли в молящийся город Хассанамесит и предложили местным индейцам уйти вместе с ними, рассказав им о судьбе горожан Нейтика. Большинство отправилось с нипмуками, но некоторые сбежали в Мендон и предупредили англичан. В последующие три месяца на Дир-Айленд были сосланы другие молящиеся индейцы и условия содержания на острове значительно ухудшились. В начале весны, когда Генеральный совет Массачусетса одобрил использование туземцев, около сотни индейских разведчиков, благодаря своим навыкам, внесли важный вклад в победу англичан.

### Вступление в войну наррагансеттов

#### Переговоры с колониальными властями
Когда началась война, наррагансетты старались сохранить нейтралитет, несмотря на недовольство действиями колониальных властей. 25 июня на встрече с Роджером Уильямсом и тремя делегатами Массачусетса вожди племени пообещали не вступать в конфликт. В следующем месяце Конфедерация Новой Англии послала войско к поселениям наррагансеттов, чтобы оказать давление на лидеров народа и заставить их подписать договор, согласно которому они обязались выдавать вампаноагов. После того как Уитаму и Метакомет расстались, женщина-вождь и часть её людей нашли пристанище у наррагансеттов.
Сахемы племени продолжали надеяться оставаться нейтральными, хотя с расширением боевых действий положение наррагансеттов ухудшилось. 11 октября Уильямс встретился с Канончетом, младшим сыном Миантономо, ставшим признанным лидером своего народа. Он предостерёг сахема от вступления в войну и сказал, что англичане уничтожат всех, кто станет помогать Метакомету. Канончет ответил, что он желает мира, но не может контролировать всех молодых воинов племени. 18 октября Канончет отправился в Бостон и подписал очередное мирное соглашение с колониальными властями.
После того как индейцы долины реки Коннектикут вступили в войну, власти Конфедерации Новой Англии обвинили наррагансеттов во враждебности и участии в конфликте на стороне Метакомета. В начале декабря руководство колоний собрало войско для проведения военной кампании против наррагансеттов: 527 солдат предоставил Массачусетс, 325 Коннектикут и 158 — Плимут. Силы Массачусетса находились под руководством майора Сэмюэла Эплтона, коннектикутских солдат возглавил майор Роберт Трит, а две плимутские роты — капитаны Уильям Брэдфорд и Джон Горэм. Союзными мохеганами руководил вождь Ункас. Когда объединённые силы собрались в Уикфорде, их возглавил губернатор Плимута Джосайя Уинслоу.

#### Бой на Великой топи
19 декабря колониальная армия отправилась к форту наррагансеттов, который был построен в европейском стиле на большом болоте. Укрепление занимало площадь около 6 акров и было окружено высоким частоколом. К английскому войску присоединились воины пекотов и мохеганов и в общей сложности оно насчитывало около 1150 человек — это была самая мощная армия, когда-либо собранная колониями Новой Англии. Преимущество англичан заключалось в том, что сильный мороз сковал окружавшую форт топь и солдаты легко могли её преодолеть; она до наступления зимних холодов сама по себе служила преградой. Кроме того, войско Уинслоу вёл наррагансетт Питер, пленённый отрядом Мосли и Чёрча. Около полудня английская армия прибыла к окраинам Великой топи и сразу же вступила в перестрелку с воинами, находившимися снаружи форта.
Наррагансетты поначалу успешно оборонялись, отбив нападение колонистов и убив двух капитанов — Джонсона и Дэвенпорта. Но англичане предприняли повторную атаку, смогли найти брешь в частоколе и прорваться внутрь форта. Индейцы и англичане стреляли друг в друга с близкого расстояния то отступая, то продвигаясь вперёд. Через пару часов Уинслоу отдал приказ поджечь строения внутри форта и вскоре вся индейская деревня была объята пламенем. Множество воинов смогли избежать гибели и покинули укрепление, поэтому большинство из 150 погибших составляли старики, женщины и дети. Англичане также понесли тяжёлые потери — около 210 убитых и тяжело раненых. Английская армия стала покидать форт после окончания боя и собралась в Уикфорде в 2 часа ночи следующего дня.
Разъярённые нападением англичан, воины наррагансеттов присоединились к восставшим индейцам. Представители племени и колониальных властей впоследствии встречались несколько раз, чтобы обсудить возможность примирения, но не смогли прийти к договорённости. 27 января Канончет и его воины напали на поселение Потаксет. Они сожгли дома и забили скот, прежде чем уйти на соединение с основными силами Метакомета, чей лагерь находился в центральном Массачусетсе около горы Вачусет. Армия Уинслоу преследовала наррагансеттов, но индейцы лучше знали местность и избегали больших боёв. В результате серии стычек с ощутимыми потерями английское войско прекратило преследование и вернулось в Бостон. Канончет стал наиболее влиятельным лидером индейцев в объединённом лагере у Вачусета, поскольку Метакомет отправился к мохокам, чтобы заручиться их поддержкой.

### Вмешательство мохоков
Конфедерация ирокезов десятилетиями стремилась установить прямые торговые связи с европейскими державами. Мохоки, обитавшие на востоке земель конфедерации, вели войну с могиканами и смогли изгнать их из долины реки Гудзон, завязав торговые отношения с голландцами. Когда в 1664 году контроль над этой колонией перешёл к Англии, губернатор Нью-Йорка Эдмунд Андрос увидел потенциал в создании союза с ирокезами. Он прибыл в Северную Америку с инструкциями отстоять колониальные притязания Якова II на земли других английских колоний и расширить влияние Нью-Йорка. Для реализации этих планов Андросу требовалась армия, и он быстро понял, что сотрудничество с ирокезами может оказаться взаимовыгодным. Работая над установлением связей с конфедерацией ирокезов губернатор тщательно развивал особые отношения с мохоками, дав им обещание снабжать их огнестрельным оружием и, если понадобится, предоставить военную помощь. В обмен на торговлю и предоставление помощи Андрос ожидал, что ирокезы станут английскими подданными, и этот статус позволит королевству в дальнейшем претендовать на доминирование на огромной территории. Соглашение с пятью племенами заложило основу для союза, который станет ключевым дипломатическим и военным альянсом северо-востока Северной Америки и будет известен как Договорная цепь.
Когда началась война, некоторые мохоки меняли вампаноагам огнестрельное оружие на вампум. Метакомет решил привлечь на свою сторону новых союзников и в декабре 1675 года направился на запад к долине Гудзона. Он надеялся обрести поддержку мохоков и для борьбы с колонистами. Хотя в прошлом между ними и племенами Новой Англии случались конфликты, сахем надеялся, что в этот раз мохоки будут разделять его неприятие английской экспансии. Но мохоки к тому времени уже получили сообщение от Андроса, просившего в порядке личного одолжения напасть на Метакомета. Несмотря на то, что губернатор Нью-Йорка имел разногласия с другими руководителями колоний, он не желал присутствия мятежных индейцев на своей территории. Кроме того, Андрос воспользовался возможностью расширить власть и престиж Нью-Йорка, одновременно подавляя конфликт, который грозил перерасти во всеобщее восстание индейцев против англичан. В свою очередь мохоки получали возможность отомстить своим традиционным врагам, с которыми воевали на протяжении многих лет.
Андрос разместил семьи мохоков в Олбани, обеспечив их провизией, одеждой и кровом, в то время как их воины готовились атаковать ничего не подозревающих вампаноагов. В феврале 1676 года 300 мохоков напали на людей Метакомета. Они разгромили и уничтожили их лагерь у реки Хусик, убив около 70 человек. Выжившие вампаноаги, среди которых был и Метакомет, бежали на восток к горе Вачусет, где присоединились к нипмукам и наррагансеттам.

### Разведывательная миссия
После сражения на Великой топи власти Массачусетса приняли решение отправить шпионов в лагерь неприятеля. На Дир-Айленде были наняты двое индейцев — Джеймс Куаннапохит (англ. James Quannapohi) и Джоб Каттенанит (англ. Job Kattenanit), которые до войны проживали в Хассанамесите. Их вывезли с острова и проинструктировали в доме Дэниела Гукина в Кеймбридже. 30 декабря 1675 года Куаннапохита и Каттенанита доставили вверх по реке Чарльз, ближе к предполагаемому нахождению врага, откуда они приступили к выполнению задания. Через четыре дня шпионы англичан встретили несколько враждебных нипмуков. Не знавшие об их задании индейцы привели Куаннапохита и Каттенанита в большой лагерь у горы Вачусет. Там шпионы выяснили, что Метакомет со своими вампаноагами отправился на запад, а индейцы долины реки Коннектикут ушли зимовать в свой лагерь близ Скуакига.
Пробыв в лагере несколько недель, разведчики также узнали, что враждебные индейцы покупают огнестрельное оружие у ваппингеров, мохоков и французов. У них имелся искусный кузнец, чинивший вышедшие из строя ружья. Шпионы отметили, что жители лагеря питаются преимущественно олениной, и понемногу кукурузой и говядиной, захваченной в молящихся городах, и что их основная надежда на пополнение провизии заключалась в планируемом рейде на Ланкастер, но прежде они собирались уничтожить другие приграничные города колонистов. Вскоре Куаннапохит узнал, что его жизни угрожает опасность — его предупредил индейский священник Джозеф Тукапавиллин (англ. Joseph Tukapawillin), который до начала войны тоже проживал в Хассанамесите. Тукапавиллин сообщил ему, что Метакомет приказал привести его и ещё несколько индейцев-христиан для пыток. Не дожидаясь пока его доставят к сахему вампаноагов, Куаннапохит быстро покинул лагерь и отправился на восток.

### Зимне-весенняя кампания 1676 года

#### Нападение на Ланкастер
В конце января Куаннапохит прибыл в Кеймбридж и предупредил Гукина о готовящемся нападении на Ланкастер. Несмотря на его донесение, англичане не предприняли никаких действий для защиты поселения. 9 февраля возвратился Джоб Каттенанит со сведениями, что около 400 враждебных нипмуков и наррагансеттов покинули свой лагерь и направились на восток. Гукин обратился за помощью к гарнизонам соседних городов, но откликнулся лишь гарнизон Марлборо, и тот не успел прибыть к началу атаки индейцев. Нападавшие хорошо знали город и 10 февраля первым делом сожгли мост, чтобы перекрыть путь любому, кто придёт на помощь горожанам. Затем они стали поджигать дома, убивать и захватывать в плен англичан. Одной из пленниц стала Мэри Роулендсон, которая позднее опубликовала книгу о своём пребывании в неволи у индейцев — «Божья власть и доброта: рассказ о похищении и освобождении госпожи Мэри Роулендсон» (англ. The Sovereignty and Goodness of God: Being a Narrative of the Captivity and Restoration of Mrs. Mary Rowlandson).
В своей книге Роулендсон вспоминает, что индейцы атаковали с рассветом и вскоре их дом подвергся нападению. Воины подожгли его и колонисты были вынуждены выйти. Деверь Роулендсон и её сестра были тут же убиты, а она ранена. Индейцы сказали Роулендсон, что если она отправится с ними, то ей не причинят вреда. Её доставили в лагерь к Вачусету, где её выкупил сахем наррагансеттов Куиннапин. Поскольку она была покорна и оказалась способной швеёй, у неё сложились хорошие отношения со многими наррагансеттами. Рейд на Ланкастер стал для индейцев успешным началом предстоящей продолжительной кампании, в которой вампаноаги, нипмуки и наррагансетты действовали сообща. Не понеся потерь, они разрушили и сожгли Ланкастер, добыли столь необходимую провизию и убили и пленили несколько десятков англичан.

#### Разорение Медфилда
После нападения на Ланкастер около 300 воинов под предводительством Моноко направились к Медфилду, который находился в 32 км от Бостона. Узнав о судьбе Ланкастера горожане обратились за помощью к властям колонии и получили её — сотня местных ополченцев была усилена 80 солдатами и 20 кавалеристами. Несмотря на предупреждения о возможном нападении на город, командование солдат и ополченцев не озаботилось его охраной. Ночью 21 февраля индейцы сумели проникнуть в Медфилд незамеченными и начали поджигать дома. Застав врасплох и ошеломив англичан, они с лёгкостью захватили город.
Нападающие разорили Медфилд, убив около 20 человек и взяв многих в плен, при этом не понеся значительных потерь. 50 домов и 2 мельницы были разрушены, а общая сумма ущерба составила 2000 фунтов стерлингов. В городе смогли уцелеть только хорошо укреплённые дома. Довершив разорение Медфилда, индейцы отступили. При отходе они сожгли мост через реку Чарльз, чтобы отрезать пути преследования. Спустя четыре дня, военный отряд индейцев сжёг несколько домов в Уэймуте. По всему Массачусетсу царил страх и ужас от предполагаемых атак индейцев и колонисты опасались, что индейцы уничтожат все их поселения.

#### Сожжение Гротона
Примерно в 48 км к западу от Бостона находился город Гротон, который подготовился к нападению индейцев. В нём имелось 5 гарнизонов, четыре из которых находились на одной улице и располагались так, что в случае атаки один мог прикрывать другой. 2 марта военный отряд индейцев совершил нападение на город, угнав скот, но не убив никого из англичан. Через неделю, несколько индейцев в течение двух дней грабили дома в Гротоне не встретив сопротивления, а затем напали на сборщиков сена, убив одного и забрав другого в плен. 13 марта вампаноаги, наррагансетты и нипмуки совершили полномасштабное нападение на город.
Как и в Медфилде, индейцы проникли в город ночью. Утром Моноко приказал двум воинам отправиться на холм, чтобы выманить солдат из гарнизонов. Когда группа англичан покинула один из гарнизонов и достигла вершины холма, часть индейцев атаковала её из засады, в то время как другая часть напала на дома в Гротоне. Нападавшие подожгли строения в городе и пытались выманить солдат из других гарнизонов, но безуспешно. После этого некоторые индейцы ушли из Гротона, но другие, включая и Моноко, остались в городе. Когда все нападавшие покинули Гротон, он был почти полностью сожжён.

#### Западный Массачусетс
В начале феврале власти Конфедерации Новой Англии решили набрать армию из 600 солдат под командованием майора Томаса Сэвиджа, составленную пополам из рекрутов Массачусетса и Коннектикута. Кроме того, 6 индейских скаутов, включая Куианнапохита и Каттенанита, примкнули к силам Массачусетса, а объединённая рота мохеганов и пекотов присоединилась к коннектикутским частям, которыми руководил Роберт Трит. В конце месяца соединённое войско собралось в Брукфилде. Узнав о расположении враждебных индейцев в районе реки Куабог, Сэвидж отправился на их поиски. Когда его экспедиция достигла реки, то он обнаружил, что индейцы уже покинули свой лагерь. Сэвидж решил не преследовать их, и повёл своё войско на запад в Хадли для защиты поселений, расположенных вдоль реки Коннектикут.
14 марта большой отряд индейцев атаковал Нортгемптон. Нападавшие смогли прорваться через частокол, окружавший город, убить шесть человек и сжечь несколько домов. Придя в себя от первоначального замешательства, солдаты под руководством Трита и Уильяма Тёрнера сумели отбить атаку. 26 марта в Лонгмидоу отряд воинов напал на группу горожан направлявшихся к церкви. Хотя шедших в церковь людей охраняли солдаты Конфедерации, индейцам удалось убить двоих англичан. За исключением нападений на Нортгемптон и Лонгмидоу, зимой и ранней весной на западе Массачусетса установилось затишье: колонисты укрылись в гарнизонах и укреплённых городах, а индейцы ушли в свои поселения пополнить припасы.

#### Юго-восток Новой Англии
Если на западе Массачусетса обстановка оставалась довольно спокойной, то на востоке колонии и в Род-Айленде индейцы продолжали совершать разрушительные рейды, загнавшие множество беженцев в Бостон. Англичане опасались индейцев повсюду — по всему региону укреплялись гарнизоны и возводились частоколы вокруг поселений. Результатом этого стало истощение ресурсов, паранойя и конфликты, не позволявшие грамотно обороняться. Получив сообщение о появлении врага от жителей Андовера и Хейверилла, власти Массачусетса ввели в эти города войска, но 26 марта наррагансетты, нипмуки и вампаноаги атаковали Марлборо. Нападавшие сожгли большую часть города, а его обитали были вынуждены бежать в Бостон. В тот же день индейцы предали огню Симсбери и перебили роту плимутцев всего в 8 км к северу от столицы Род-Айленда Провиденса. Через два дня отряд Канончета атаковал Рехобот, сжигая дома и мельницы, а 29 марта разрушил Провиденс.
Ужасные и разрушительные нападения распространились на весь юго-восток Новой Англии. В марте атаке подверглись Уэймут, Хингем, Брейнтри, Билрика и Рентем. 9 апреля индейцы напали на Бриджуотер, а через шесть дней спалили Челмсфорд. Быстро перемещающиеся отряды убивали колонистов и сжигали их постройки в Андовере, Хейверилле, Хадли, Вустере, Мендоне и Вуберне. Англичане пытались контратаковать, но большую часть времени солдаты Конфедерации находились в осаждённых городах и были неспособны эффективно реагировать.

### Разногласия и кризис в Конфедерации
За 20 лет до начала войны Короля Филипа в Новой Англии возросли религиозные конфликты и политическая напряжённость. Особенно остро это происходило в Массачусетсе. Колонии отстаивали свои интересы и спорили из-за границ своих территорий. Квакеры и анабаптисты бросали вызов властям колоний и конфликтовали с пуританами. Реставрация Стюартов стала особой проблемой для колониальных властей: прибывшая в 1664 году в Новую Англию королевская комиссия рекомендовала Короне урезать автономию колоний и предоставить свободу вероисповеданий. С началом войны разногласия и споры между колониями и их населением только усугубились. Многие колонисты считали, что Бог использует туземцев, чтобы покарать их. Пока война шла неудачно для англичан, священники обнаруживали всё новые грехи в их среде, которые провоцировали Бога покарать колонистов посредством набегов индейцев.
Разность интересов и восприятия порождала внутренние конфликты среди колонистов и их руководителей. Жители приграничных поселений, ставшие первоочередной мишенью для рейдов индейцев, противодействовали попыткам властям Конфедерации Новой Англии набирать ополченцев и собирать налоги для ведения войны. В феврале 1676 года руководители нескольких городов Массачусетса докладывали в Бостон, что почти половина рекрутов отказалась явиться на службу. Между колониями тоже возникла сильная напряжённость. Массачусетс давно надеялся ликвидировать Род-Айленд, который пуритане считали прибежищем смутьянов и еретиков, а в самой меньшей из колоний многие опасались, что действия властей Конфедерации против наррагансеттов не в меньшей степени направлены и против них. Коннектикут не стал просить помощи у Нью-Йорка, поскольку эта колония претендовала на его территорию. Хотя руководство Конфедерации старалось координировать военную политику, каждая колония преследовала разные интересы.
По мере того, как росли успехи индейцев, у колонистов возникли подозрения, что неприятель получает помощь из рядов англичан, и они начали обвинять тех, кто проявлял сочувствие к коренным народам. Некоторые жители Бостона угрожали смертью Дэниелу Гукину и Джону Элиоту, когда те оказывали помощь голодающим индейцам на Дир-Айленде. В Спрингфилде горожане потребовали казнить Джона Пинчона, одного из самых богатых и влиятельных людей в Массачусетсе, заподозрив его в укрывательстве враждебных индейцев.
В результате отчётов и различных жалоб из Нового Света власти в Лондоне снова задумались о прекращении автономии Массачусетса, что могло послужить предупреждением другим колониям. Руководство Конфедерации было в курсе данной угрозы, и по этой причине не просило помощи из-за океана. Королевская комиссия 1664 года подвергла особой критике факт образования Конфедерации без разрешения Короны и парламента, и именно власти союза колоний координировали военные действия. В начале апреля 1676 года Массачусетс официально отослал в Лондон информацию о ходе войны и прошение о финансовой помощи, на что королевские власти на дали незамедлительного ответа.

### Бой при Садбери
Мэри Роулендсон в своей книге писала, что 500 воинов в нападении на Садбери возглавлял вождь Маттавамп. Индейцы отправились в рейд из своего лагеря у горы Вачусет ранним утром 20 апреля. Они поступили также, как и в Медфилде — под покровом ночи проникли в город с восточного берега реки Садбери. На следующее утро внезапно появившиеся воины осадили гарнизоны и стали поджигать дома. Сведения о сражении достигли расположенного неподалёку города Конкорд, и отряд горожан направился вниз по реке на подмогу, но был весь перебит, за исключением одного человека, как только прибыл в Садбери. Вскоре из Уотертауна подоспела группа солдат и смогла оттеснить нападавших к берегу реки, но, едва не попав в окружение, отступила к гарнизону Гудноу. Капитан Сэмюэл Уодсуорт, с отрядом в 70 бойцов, следовал из Милтона в Марлборо, и узнав о сражении в Садбери, поспешил на помощь колонистам. Когда англичане проходили через небольшое ущелье, их атаковали индейцы. Стычка продолжалась четыре часа и с наступлением темноты солдаты были вынуждены отступить. Они потеряли убитыми около 30 человек, включая капитана Уодсуорта.
Бой в Садбери продолжался весь день. Индейцы держали англичан запертыми в гарнизонах, меняли тактику и позиции, чтобы заманить и уничтожить прибывшие на подмогу отряды, и сжигали постройки. Несмотря на значительное число убитых колонистов, они не были удовлетворены результатом нападения. Роулендсон впоследствии отмечала, что воины вернулись в лагерь у горы Вачусет «без того триумфа и ликования, которые они обычно проявляли в других случаях». Она удивилась их подавленным видом, поскольку индейцы потеряли всего 5 или 6 человек убитыми и ранеными.

## Окончание войны

### Перелом в войне
После разгрома лагеря Метакомета у реки Хусик мохоки продолжили войну с племенами Новой Англии. Вдохновлённые победой над вампаноагами, они стали отправлять военные отряды на восток. Американский историк Натаниэл Филбрик писал в 2006 году, что «именно Андрос и мохоки определили окончательный исход Войны Короля Филиппа». Открытие второго фронта мохоками значительно усложнило вампаноагам, нипмукам и наррагансеттам ведение войны против колонистов, и некоторые вожди были разгневаны неудачной миссией Метакомета. В марте мохоки перехватили отряд восставших индейцев, направлявшийся в Канаду в поисках необходимых боеприпасов, а в начале лета захватили лагерь, населённый преимущественно женщинами и детьми. Атаки мохоков вынудили Метакомета переместиться дальше на восток, и этот шаг в конечном итоге имел неприятные последствия, поскольку летом 1676 года колонисты Новой Англии предприняли всё более эффективные действия против его людей.
Вторым критическим поворотным пунктом стала гибель могущественного сахема наррагансеттов Канончета. В конце марта 1676 года капитаны Джордж Денисон и Джеймс Эвери со своим отрядом прочёсывали Род-Айленд в поисках враждебных индейцев. Отряд состоял из 47 англичан, 20 ниантиков и 60 пекотов и мохеганов. Союзные колонистам индейцы сыграли ключевую роль в поимке Канончета. В апреле они захватили в плен двух наррагансеттских женщин, которые сообщили, что лагерь Канончета находится неподалёку. Разведчики пекотов и мохеганов обнаружили несколько жилищ у реки Блэкстон и привели отряд к небольшому индейскому лагерю, в котором Канончет находился всего с тремя воинами. Сахем понимал, что не сможет оказать сопротивления и попытался скрыться. За ним погнались воины ниантиков и настигли его у реки.
Над Канончетом был проведён суд, на котором ему предложили помилование, при условии, что он уговорит сдаться других наррагансеттов. Сахем отказался от предложения англичан и был расстрелян. Затем ему отрезали голову и отправили её в Хартфорд. Гибель Канончета существенно повлияла на дальнейший ход войны — индейцы потеряли военного лидера, чья храбрость, отвага и харизма на некоторое время объединили несколько племён в мощную и эффективную боевую силу. Смерть сахема наррагансеттов не положила конец войне, но, по словам английского историка Уильяма Хаббарда, она стала «значительным шагом к ней». Несмотря на экономические трудности, социальные и религиозные разногласия, угрозу вмешательства Короны, успех в боевых действиях вскоре перешёл к англичанам.
После вторжений мохоков и гибели Канончета среди индейцев возросли разногласия. Уже к середине апреля некоторые вожди начали переговоры с властями Конфедерации, освобождая пленных колонистов за выкуп и возможность примирения. Среди восставших также росла угроза голода. Суровая зима и боевые действия привели к нехватке продовольствия у обоих воюющих сторон, но в особенности у индейцев, которые весной не имели доступа к своим запасам провизии и к своим полям. Рейды на поселения англичан не приносили достаточно провианта, и именно из-за недостатка продовольствия Канончет отправился в Род-Айленд, чтобы раздобыть племенной запас. Голод стал одной из причин распада союза индейцев в мае, и вампаноаги и наррагансетты были вынуждены вернуться на свою традиционную территорию.
Среди индейцев, как и среди колонистов, происходили внутренние конфликты, и по мере роста неудач в войне разногласия между племенами и внутри них росли. Нипмуки и до начала конфликта не были централизованным и единым политическим образованием, а наррагансеттов попросту принудили вступить в войну действия англичан. Несогласие между поколениями было ещё одной линией раскола. Если старшее поколение индейцев стало склоняться к миру с колонистами, то молодёжь предпочитала продолжить боевые действия. В начале апреля двое индейцев-христиан, направленных Массачусетсом для переговоров в лагерь к Вачусету, сообщали, что воины разделены, вожди нипмуков готовы обсуждать условия мира, но Метакомет и новый военный лидер наррагансеттов Куиннапин отказываются от примирения. В дальнейшем те, кто сомневался, искать мира с англичанами или продолжать воевать, по мере стремительных перемен в ходе конфликта вынуждены были склоняться к переговорам.

### Резня при Пескеомпскуте
Район реки Коннектикут на западе Массачусетса был традиционным ежегодным местом рыбной ловли для многих племён Новой Англии. Часть территории вдоль реки была расчищена от густого леса и индейцы издавна сажали тут кукурузу. Некоторые нипмуки, вампаноаги, покамтуки и наррагансетты отправились к селению Пескеомпскут, чтобы накормить свои семьи и восстановить силы после сражений. Англичане узнали об их присутствии, поскольку 12 мая группа индейцев угнала лошадей и коров из Хатфилда. Кроме того, в Пескеомпскуте находился пленник, Томас Рид, который смог сбежать и добраться до Хатфилда. Он рассказал, что в деревне всего 70 воинов, а остальные, вероятно, отправились в набег. Рид также сообщил, что индейцы чувствуют себя в безопасности в селении и не ожидают нападения. Рапорт пленника воодушевил капитана Уильяма Тёрнера организовать отряд ополченцев и совершить рейд на Пескеомпскут.
Собрав группу из 150 мужчин, вечером 18 мая Тёрнер отправился на север к селению индейцев. Добравшись ранним утром следующего дня до Пескеомпскута, англичане оставили лошадей близ водопада на реке Фолл-Ривер и напали на спящую деревню. Около 200 человек, преимущественно женщины и дети, были убиты. Воины отсутствовали в деревне, занимаясь неподалёку рыбной ловлей. Ополченцы сожгли селение и уничтожили всю провизию. Они также разрушили имевшиеся там оружейные мастерские и кузницы, использовавшиеся для ремонта ружей и мушкетов и отливке пуль. Узнав о нападении на деревню от тех, кто смог спастись, воины поспешили к месту резни. Колонисты, завершив уничтожение Пескеомпскута, отправились в обратный путь. Индейцы нагнали отряд Тёрнера и завязался бой. Несмотря на попытки капитана организовать оборону, неопытные ополченцы запаниковали и бросились бежать. Индейцы преследовали колонистов до Дирфилда, убив 45 человек, включая Тёрнера.
Стремясь отомстить за массовое убийство женщин и детей, индейцы 30 мая атаковали Хатфилд, убив нескольких англичан, угнав скот и спалив множество домов. Но нападение на Пескеомпскут осталось решительной победой англичан: индейцы лишились всех припасов, и, опасаясь новых атак, были вынуждены покинуть свои поля и рыбные места. Успех на реке Коннектикут и улучшение ситуации на востоке стимулировал власти Конфедерации организовать полномасштабную наступательную операцию во всём регионе. Капитан Дэниел Хенчмен был направлен в страну нипмуков через гору Вачусет, а майор Джон Толкотт двигался вверх по реке Коннектикут с 440 солдатами и воинами мохеганов. Оба войска соединились в городе Хадли. По пути отряды англичан убили и взяли в плен около сотни враждебных индейцев. Толкотт первым прибыл в место назначения и 12 июня его войско помогло отбить атаку покамтуков. Не сумев взять Хадли, покамтуки прекратили воевать и пытаясь спастись от мести англичан разделились: большинство ушло на север к абенакам, остальные двинулись на запад, подальше от колонистов. Солдаты и мохеганы сумели найти только пустующие деревни племени.

### Завершающая фаза войны

#### Наступление Конфедерации
Кампания Толкотта и Хенчмена продемонстрировала, что к концу весны 1676 года в войне на юге Новой Англии наступил коренной перелом — англичане стали лучше координировать свои действия и начали уверенно контролировать ход боевых действий. Форты и гарнизоны англичан оказались полезными как для обороны, так и для концентрации сил при наступлении. Колонисты также стали успешнее использовать союзных им туземцев: руководство Массачусетса приказало набирать в рекруты молящихся индейцев с Дир-Айленда, и все колонии предоставляли амнистию вражеским воинам, готовым присоединиться к силам Конфедерации. Англичане также изменили тактику и начали успешнее уничтожать запасы продовольствия и небольшие отряды индейцев. Все эти перемены привели к распаду индейского альянса. В течение лета совместные отряды англичан, пекотов, мохеганов и индейцев-христиан выслеживали, захватывали и уничтожали рассеянные группы наррагансеттов и вампаноагов. По оценкам Дэниела Гукина только союзные индейцы убили за летний период более 400 восставших туземцев.
Образцом изменения тактики колонистов стало предоставление больших полномочий Бенджамину Чёрчу и Уильяму Брэдфорду. До начала конфликта у Чёрча сложились хорошие отношения с лидерами вампаноагов, и он предлагал войскам Конфедерации действовать против сил Метакомета стремительней, чтобы воспрепятствовать его побегу с Маунт-Хоупа, а по мере расширения войны побуждал командующих более широко использовать индейских разведчиков и применять нетрадиционные боевые действия. Если ранее его идеи отвергались, то в середине мая ему поручили командовать отрядом в 200 человек. Чёрчу было разрешено вербовать индейцев после того, как другие лидеры колонистов поняли, что традиционная европейская военная тактика неэффективна в войне с силами Метакомета. Он также убедил многих нейтральных или ранее враждебных индейцев сдаться и присоединиться к его боевой группе.
Брэдфорд также возглавил отряд из 150 англичан и 50 индейцев-христиан. К началу июля 1676 года война на юге Новой Англии вошла в завершающую стадию. Всё больше воинов нипмуков и наррагансеттов сдавались англичанам, привлечённые предложениями помилования и вынуждаемые голодом, успехами колонистов и постоянными рейдами мохоков. Некоторые соглашались сотрудничать и вступали в войска англичан, помогая выслеживать оставшихся воинов и их семьи.

#### Последняя кампания на юге Новой Англии
После того, как силы Метакомета покинули лагерь у горы Вачусет и рассеялись по региону, колонисты начали преследовать их. 19 июня 1676 года власти Массачусетса объявили о помиловании враждебных индейцев, если они капитулируют в течение 14 дней, но последующие действия англичан показали, что сдавшихся ждал скорый суд и казнь или рабство в Вест-Индии. В конце месяца Коннектикут направил отряд Джона Толкотта выслеживать и уничтожать группы наррагансеттов и нипмуков. Последняя кампания на юге Новой Англии оказалась весьма жестокой. Командиры отрядов Конфедерации рассматривали всех не сдавшихся индейцев, как враждебных комбатантов, и те, кто искал убежище в Род-Айленде, особенно часто страдали от мести англичан, отчасти из-за того, что пуритане считали эту колонию нелегитимной и претендовали на её территорию.
2 июля Толкотт обнаружил и атаковал большую группу наррагансеттов у реки Потаксет. В лагере было мало воинов и после трёхчасового боя потери индейцев составили 34 мужчины и 92 женщины и ребёнка, включая женщину-вождя наррагансеттов Куайапен. Выжили только 45 женщин и детей, которых после боя забрали в своё племя мохеганы. Несколькими днями ранее около 80 наррагансеттов во главе с вождём Потаком пришли в Провиденс, чтобы попытаться заключить мир с колонистами. Горожане посоветовали им отправиться на переговоры в Ньюпорт. На следующий день после уничтожения лагеря наррагансеттов, отряд Толкотта наткнулся на группу Потака и убил 67 индейцев.
5 июля Бенджамин Чёрч прибыл в Плимут за разрешением зачислить в свой отряд недавно сдавшихся индейцев. Власти колонии дали согласие и 11 июля его отряд из 140 индейцев и 60 англичан обследовал окрестности на западе Плимута. Использование индейских воинов Толкоттом, Чёрчем и Брэдфордом приносило всё больший эффект. Всё лето враждебные индейцы продолжали сдаваться, и некоторые соглашались вступать в армию англичан и помогать обнаруживать своих соплеменников. Власти колоний разослали гонцов в лагеря враждебных туземцев с сообщениями, что их обитатели должны отречься от Метакомета и других лидеров восставших и помочь в их поимке, если они хотят сохранить себе жизнь. Первым значительным предательством стала выдача военного вождя нипмуков Матунаса. 27 июля сахем племени Сагамор Джон прибыл в Бостон со 180 воинами, и чтобы заслужить помилование, привёл связанного Матунаса. После короткого суда Матунас был расстрелян на площади города.
К концу лета 1676 года отряды из Плимута и Коннектикута продолжали уничтожать остатки бежавших из лагеря у горы Вачусет в родные места. Колонисты имели большое преимущество над обескураженными индейцами, и их отряды убивали сотни туземцев, пытавшихся спрятаться. Некоторым удавалось ускользнуть от преследования, как например женщине-вождю Уитаму, однако вскоре и её труп был обнаружен в реке Тонтон. Власти Плимута приказали водрузить её голову на шесте в центре города Тонтон. В истреблении индейцев особенно активны были ополченцы Коннектикута, которые убивали всех, кроме малолетних детей, поэтому остатки наррагансеттов, нипмуков и вампаноагов бежали в Массачусетс или Род-Айленд, чтобы спастись.

#### Гибель Метакомета
В конце июля Чёрч получил особое указание от властей Плимутской колонии. Ему было приказано преследовать Метакомета, с правом находиться в любом месте Конфедерации, кроме Род-Айленда. Чёрч мог сам набирать в свой отряд офицеров и амнистировать всех враждебных индейцев, кроме особо отличившихся в войне против колонистов. 30 июля он получил сообщение от губернатора Плимута о том, что сахема вампаноагов видели близ Бриджуотера. Чёрч немедленно собрал свою роту и вечером того же дня отправился к городу. Следующим утром ополченцы Бриджуотера по дороге на соединение с силами Чёрча обнаружили группу индейцев, пытавшихся форсировать реку Тонтон. Англичанам удалось убить нескольких и прогнать остальных, захватив их ружья и боеприпасы.
1 августа Чёрч со своими людьми обнаружил Метакомета у реки Тонтон. Сахему удалось скрыться, но его жена и девятилетний сын попали в плен. Чёрч оставил пленников под охраной, а сам стал преследовать индейцев. Капитану и его отряду не удалось нагнать убегающих, но он выяснил, что их силы разделились — наррагансетты под руководством Куиннапина ушли на свою традиционную территорию, а Метакомет остался с небольшой группой вампаноагов. На следующий день Чёрч решил искать Метакомета и его людей. Его авангард обнаружил и захватил значительное число отставших женщин и детей вампаноагов. После этого он разделил свой отряд на две части, чтобы обогнуть вставшее на его пути болото с обеих сторон и затем соединиться. Чёрчу удалось пленить ещё несколько вампаноагов, но их сахем сумел скрыться. Капитан вернулся в Бриджуотер, но вскоре вновь отправился искать Метакомета. 11 августа один из вампаноагов пришёл в форт Маунт-Хоп и сообщил, что сахем находится поблизости. Англичане тут же отправили двоих человек за Чёрчем.
Сдавшийся воин согласился провести капитана к лагерю Метакомета, который находился на краю болота в юго-западной части залива Маунт-Хоп. На рассвете 12 августа Чёрч приказал небольшой группе продвинуться к лагерю и дать по нему залп, чтобы вынудить его обитателей бежать. Остальных своих людей он расположил вдоль всего болота на одинаковом расстоянии. Когда в лагере началась стрельба, Метакомет схватил своё оружие и побежал из него, не зная, что направляется в западню. При встрече с людьми Чёрча сахем попытался выстрелить в них, но его ружьё дало осечку. Джон Олдермен, индеец из отряда капитана, дважды попал в Метакомета и убил его. Военному вождю вампаноагов Аннавану и большинству воинов, находившихся в лагере, удалось ускользнуть. Чёрч прибыл в Плимут с головой Метакомета, которую торжественно пронесли по городу, а затем поместили на высокий шест.

#### Захват и казнь Аннавана
Последним эпизодом войны на юге Новой Англии стало пленение Аннавана. Военный вождь вампаноагов продолжал скрываться в болотах после гибели Метакомета. В конце августа Чёрчу удалось выяснить местоположение Аннавана от индейцев, взятых в плен. Вечером 28 числа он со своей группой отправился к болоту возле Рехобота, где предположительно находился вождь. Поднявшись на утёс, Чёрч увидел, что лагерь Аннавана находится прямо под скалой и окружён со всех сторон труднопроходимой топью. Спустившись с утёса, он стремительно ворвался в лагерь со своими людьми и захватил оружие вампаноагов. Впечатлённый действиями английского капитана, Аннаван сдался без сопротивления. Вождь приказал женщинам приготовить ужин для Чёрча и его людей.
На следующее утро Аннаван отдал Чёрчу пояса вампума, которые носил Метакомет. На хорошем английском он сказал: «Ты убил Филипа и завоевал его страну. Насколько мне известно, я и мой отряд — последние, кто продолжал сражаться против англичан, поэтому я думаю, что благодаря тебе война окончена». Чёрч отправил пленных индейцев в город Тонтон. Спустя несколько дней военный вождь вампаноагов был казнён. Уинслоу отослал пояса Метакомета королю Англию, но они пропали, и так никогда и не были обнаружены. Захват и казнь Аннавана ознаменовали окончание войны на юге Новой Англии.

#### Окончание войны на севере
В то время, как война на юге Новой Англии подходила к концу, на севере она вновь вспыхнула с новой силой. Возобновление конфликта было связано с войной на юге, поскольку беженцы из разных племён приносили с собой известия и желание отомстить колонистам, к тому же у местных индейцев периодически случались и собственные стычки с поселенцами. 11 августа 1676 года отряд индейцев совершил рейд на город Фалмут. Они убили и захватили в плен 34 человека. Через два дня небольшая группа воинов напала на дом Ричарда Хаммонда на восточном берегу реки Кеннебек. Абенаки убили Хаммонда и 15 членов его семьи. После этого воины разделились на две группы и одна направилась к поселению Арроусик, где абенаки захватили и уничтожили торговый пост, принадлежавший капитанам Томасу Кларку и Томасу Лейку. Несколько недель спустя индейцы взяли гарнизон на острове Джуэлл-Айленд в заливе Каско. К концу месяца поселенцы почти полностью оставили Мэн к северу от Скарборо.
Власти Конфедерации Новой Англии добились мало успеха на севере региона и их действия были малоэффективны на этом театре войны частично из-за того, что другие английские колонии и богатые спекулянты землёй продолжали оспаривать претензии пуританских руководителей. В феврале 1677 года во время переговоров между племенем пенобскот и колонистами, представитель Генерального совета Массачусетса на северо-востоке Ричард Уолдрон воспользовался обманом, чтобы разоружить и захватить в плен вождей индейцев, в результате его действий война продолжилась в виде мелкомасштабных рейдов на английские поселения. В течение всего лета абенаки нападали на города и гарнизоны колонистов и угнали около 20 лодок с побережья Мэна. Ответные рейды англичан находили лишь заброшенные деревни индейцев, поскольку их жители мгновенно отступали в непроходимые леса. Эти события заставили многих беженцев с юга отступить дальше на север и запад и поселиться в Скатикоке и Сен-Франсуа.
Как и на юге Новой Англии, на севере для замирения потребовалось вмешательство мохоков и Эдмунда Андроса. В июне 1677 года губернатор Нью-Йорка возглавил экспедицию англичан, взявшую под контроль территорию современного округа Сагадахок и форт Пемакуид на побережье Мэна. Незадолго до этого, послы Массачусетса добились от мохоков обещания вступить в войну на стороне колоний. Дэниел Манделл писал, что «возможно, в результате мохокской угрозы и успокающего присутствия Нью-Йорка», абенаки задумались о мире с колонистами. В августе 1677 года было заключено перемирие между индейцами и англичанами на севере Новой Англии, закреплённое договором в Каско в апреле следующего года.

## Итоги и последствия

### Итоги
С окончанием войны на юге Новой Англии власти колоний стали принимать законы, санкционирующие смертную казнь для сдавшихся индейцев. В глазах англичан коренные народы, воевавшие против них, были предателями и изменниками. Главных военных лидеров, таких как Аннаван, быстро казнили. Подозреваемых из молящихся индейцев колонисты считали особыми преступниками, поскольку они предали не только англичан, но и их Бога. Всё лето и осень огромный дуб для казней на главной площади Бостона активно применялся по назначению. За август и сентябрь около 45 индейцев были расстреляны или повешены на этом месте. Победители также игнорировали обещанное помилование. Когда вождь наррагансеттов Потак сдался, ему обещали охранную грамоту и прощение, но позднее он был подвергнут допросу, признан виновным и расстрелян. После того как Ричард Уолдрон пообещал амнистию всем участникам войны, ему сдались Моноко, Маттавамп и Сагамор Сэм, которые возглавляли многие нападения индейцев. Все трое были отправлены в Бостон, где власти Массачусетса казнили их. Шурин Метакомета Тиспаквин сдался Бенджамину Чёрчу, который пообещал ему амнистию при условии, что вождь и его люди помогут англичанам в войне с абенаками на севере региона. После капитуляции Тиспаквина тут же расстреляли по приказу руководства Плимутской колонии. Многие вожди и воины нипмуков, вампаноагов и наррагансеттов были казнены несмотря на то, что им было обещано помилование при добровольной сдаче.
Многих из тех, кого не казнили, англичане продали в рабство. Порабощение началось ещё во время войны, и некоторые лидеры колонистов осуждали такие действия, поскольку они только способствовали продлению войны. Большое количество индейских детей было отдано в услужение богатым и видным англичанам. Уже в сентябре 1676 года власти Плимута и Массачусетса узаконили порабощение и отправку около 180 мужчин, женщин и детей на Ямайку. Особые дебаты среди властей колоний и английских священников развернулись по поводу сына и жены Метакомета, и в марте 1677 года их решили также продать в рабство. Большинство пленных индейцев было отправлено на острова Вест-Индии, где они были вынуждены работать в ужасающих условиях на плантациях сахарного тростника.
Некоторые воины со своими семьями решили не сдаваться и не возвращаться на родные земли. Вместо этого они отправились на север к абенакам или на запад к махиканам. В мае 1676 года губернатор Нью-Йорка Андрос призвал индейцев Новой Англии поселиться в Скатикоке, в махиканском поселении на реке Хусик на востоке колонии, которое имело историю предоставления убежища различным индейским беженцам. В привлечении индейцев на свою сторону Андрос видел способ приобрести выгоду за счёт других колоний, поскольку мохоки, заключившие с ним соглашение, доминировали на востоке Нью-Йорка и получали прилив новых племён на свои территории, что в контексте дипломатии означало больше могущества как для них, так и для губернатора. В конце 1767 года Андрос провёл встречу в Скатикоке с индейцами и английскими и голландскими поселенцами, и посадил церемониальное дерево мира.
Война нанесла огромный ущерб экономике Новой Англии, а сами колонисты также тяжело пострадали от неё. Особенно досталось жителям Массачусетса, где происходило большинство столкновений, а конфликт в Мэне, который тогда являлся частью этой колонии, продолжился до 1677 года. Тысячи потеряли своих близких и были вынуждены покинуть свои жилища. Из 90 городов Новой Англии 52 были атакованы индейцами, 25 были разорены, а 17 — полностью разрушены. В этот перечень не вошли многие аванпосты и мелкие поселения, которые также были сожжены или покинуты. Почти все города в Массачусетсе в 32 км и более от Бостона оказались заброшены.

### Потери
Во время войны обе стороны понесли огромные потери. Война Короля Филипа стала самым кровавым конфликтом в американской истории в плане его пропорционального воздействия на регион. По проценту погибших, война была более чем в два раза более кровавой, чем Гражданская война в США, и в семь раз более смертоносной, чем Американская революция. В эту статистику не включены сотни индейцев, умерших в рабстве вскоре после окончания конфликта. Историк Дэниел Манделл пришёл к выводу, что из приблизительно 80 000 населения Новой Англии около 9000, то есть более 10 %, было убито, продано в рабство или мигрировало. Одну треть погибших составляли англичане, а две трети — индейцы. Он также отметил, что политические и культурные последствия для народов в регионе были, пожалуй, даже более значительными и долговременными, сформировав травматические воспоминания, всё ещё мучительные даже 150 лет спустя.
Согласно Натаниэлу Филбрику, колонисты только в Плимутской колонии потеряли около 8 % мужчин. Он писал в 2006 году, что «потери англичан кажутся почти несущественными по сравнению с потерями индейцев», поскольку коренное население Южной Новой Англии потеряло от 60 до 80 % своей численности. По сведениям Филбрика, из общей численности индейцев примерно в 20 000 человек по меньшей мере 2000 были убиты в бою или умерли от ран, 3000 погибли от болезней и голода, около 1000 были вывезены из региона в качестве рабов и примерно 2000 в конечном итоге бежали либо на запад, либо к абенакам на север.

### Последствия
Главным значимым последствием войны стал конец индейского суверенитета на юге Новой Англии. Индейцы, оставшиеся в регионе, и после окончания конфликта продолжали страдать от предрассудков, бедности и своего зависимого статуса, но они смогли выжить и сохранить свои общины в небольших резервациях. В Массачусетсе индейцы-христиане ещё долгое время не допускались в свои молящиеся города из-за враждебного отношения колонистов. В августе 1676 года трое женщин и трое детей были жестоко убиты англичанами близ Конкорда, когда они собирали ягоды. Присоединение Плимута к Массачусетсу в 1691 году способствовало расширению и созданию новых городов англичан, что привело к перемещению оставшихся индейцев в более крупные деревни на землях, зарезервированных по законам провинции. Мохеганы сумели сохранить свои территории в результате связей Ункаса с чиновниками Коннектикута и благодаря верной службе во время войны, но после его смерти племя стало терять земли. Молящиеся индейцы, мохеганы, пекоты и ниантики оставались полуавтономными благодаря провинциальным законам, которые запрещали приобретать у них землю без одобрения ассамблеи. Но, несмотря на поддержку колониальных властей, коренные народы продолжали терпеть ущемления в виде предвзятости и маргинального социального статуса.
Война, которая должна была навсегда устранить угрозу нападения индейцев, достигла прямо противоположного своему первоначальному замыслу. На севере Новой Англии в конце XVII века абенаки вновь возобновили свои рейды на английские поселения. Изгнав нейтральные племена, которые проживали на границе региона, колонисты лишились индейцев, которые служили препятствием для атак на их города и деревни. В течение следующего столетия Новая Англия была разорена серией новых войн с индейцами. В 1689 году началась Война короля Вильгельма, которая окончилась подписанием Рисвикского мирного договора. Но конфликты между английскими колонистами Новой Англии и индейцами завершились полностью лишь с окончанием Семилетней войны.
Колонисты Новой Англии возобновили стремительный рост населения после войны, удесятерив его за следующее столетие главным образом за счёт естественного прироста. Но их экономическая и географическая экспансия не росла с такой же скоростью. Сокрушительное налоговое бремя, необходимое
для оплаты конфликта, душило экономику Новой Англии. Доход на душу населения в регионе так и не достиг уровня 1675 года вплоть до начала XIX века, а сами колонисты продолжительное время не селились в покинутых во время войны городах и деревнях из-за угрозы нападений абенаков. Хотя Конфедерация Новой Англии выиграла войну, она позднее утратила большую часть своего суверенитета. В 1682 году Корона официально потребовала Массачусетс доказать, на каком основании выдана его хартия. Спустя четыре года колония утратила свою хартию и была включена в доминион Новая Англия вместе со всеми остальными северо-восточными колониями. Король Англии запретил ассамблеи и назначил Эдмунда Андроса генерал-губернатором доминиона. В конце 1688 года благодаря Славной революции пуритане свергли Андроса, после чего им удалось вернуть часть прежней власти, однако Массачусетс так никогда и не восстановил полностью тот суверенитет, которым обладал до начала войны. Род-Айленд и Коннектикут вернули себе больше автономии, чем Массачусетс, но все колонии продолжали оставаться под пристальным наблюдением метрополии. Война сделала пуританские колонии гораздо уязвимее для правления Короны в рамках зарождающейся имперской структуры.
Война Короля Филипа фундаментальным образом изменила политический, культурный и человеческий ландшафт Новой Англии. Она положила начало развитию независимой евроамериканской идентичности, отдельной от англичан. В результате конфликта было истреблено большинство индейцев, а оставшиеся в живых оказались в однозначно подчинённом положении по отношению к колониальным властям. Война стала поворотным моментом в отношениях между англичанами и индейцами. Многие английские историки и писатели того времени изображали туземцев монстрами и дегенератами, что способствовало отдельным попыткам американцев истребить их в XIX веке. Книга Мэри Роулендсон послужила образчиком для лавины последующих повествований о пленениях, ставших одним из самых популярных литературных жанров в США, и продолжила формировать негативный образ индейца.
После Гражданской войны Массачусетс, Коннектикут и Род-Айленд отменили законы, подразумевающие некоторую защиту индейских резерваций. Власти штатов решили, что из-за аккультурации и смешанных браков в регионе не осталось коренных народов. Американцы стали рассматривать индейцев Новой Англии как почти истреблённый и исчезающий народ, вытесняемый более цивилизованной расой. Но многие туземцы продолжали сохранять свои общины и племенную идентичность. С середины 1970-х годов сохранившиеся племена региона стали обращаться за федеральным признанием. Пекотам Машантакета удалось достичь этого особым актом Конгресса, а вампаноаги Машпи получили этот статус в процессе признания Бюро по делам индейцев. Некоторые племена, такие как хассанамиско-нипмуки и херринг-понд-вампаноаги, получили отказ от федерального правительства, но были признаны штатами.

### Статьи
- Lafantasie, Glenn W. The Long Shadow of King Philip (англ.) // American History. — Arlington, VA: Historynet LLC, 2004. — Vol. 39, iss. 1. — P. 58—67. — ISSN 1076-8866.
- Reynolds, Grindall. King Philip's War; With Special Reference to the Attack on Brookfield in August, 1675 (англ.) // Proceedings of the American Antiquarian Society. — Worcester, Massachusetts: American Antiquarian Society, 1888. — Vol. 5, iss. 1. — P. 77—95. — ISSN 0044-751X.